# Lazzaretto Vecchio
Lazzaretto Vecchio ist eine Insel in der Lagune von Venedig südlich der Stadt, gut 50 Meter westlich des Lido. Die Insel ist 220 Meter lang und bis zu 145 Meter breit und erreicht eine Höhe von zwei Metern. Sie ist heute unbewohnt und hat eine Fläche von 2,58 Hektar (25.799 Quadratmeter).
Auf der Insel lag die Kirche Santa Maria di Nazareth, von der durch allmähliche Lautverschiebungen über Nazaretum der Begriff Lazzaretto entstanden sein soll. Ein Madonnenbild aus dieser Kirche befindet sich heute in der gleichnamigen Kirche Santa Maria di Nazareth (Scalzi), auch Chiesa degli Scalzi genannt, die in Cannaregio neben dem Bahnhof Stazione S. Lucia liegt.
Lazzaretto Vecchio wurde schon im 14. Jahrhundert Unterbringungsstätte für Pestkranke und prägte den Begriff Lazarett. Nach der Insel benannten die Venezianer auch Ionische Inseln bei Korfu und bei Ithaka.
Später war sie Teil des Verteidigungsrings um Venedig. Mit der Auflassung der Garnison zu Beginn des 20. Jahrhunderts endete die militärische Nutzung. Es entstand ein Heim für herrenlose Hunde, inzwischen beherbergt die Insel ein allgemeines Tierheim.
Seit 2007 fanden Archäologen auf der Insel mehr als 1500 Skelette, überwiegend von Opfern der Pestepidemien zwischen 1423 und 1630. Die Toten wurden sowohl in Einzelgräbern, als auch in Massengräbern beigesetzt.